# De postkoets (lied)
De postkoets is een lied geschreven door Jos Cleber en Ferry van Delden. Cleber was de componist, Van Delden leverde de tekst. Als single werd het lied een hit voor onder anderen De Selvera's en, in een Engelstalige versie, voor The Cats.

## Instrumentale versie

### De Zaaiers
De postkoets was een single van De Zaaiers. Dit was een radio-amusementsorkest van de AVRO, dat onder leiding stond van Jos Cleber, de componist van het lied. In De Zaaiers speelde onder anderen Willy Schobben op trompet. Cleber schreef het lied als herkenningstune van het radioprogramma Met de postkoets door Nederland. Het liedje viel op door realistische geluiden zoals de zweep, bellen en hoorngeschal. Kai Warner en James Last namen deze versie ook op.

## Gezongen versies

### De Selvera’s
Een groter succes was weggelegd voor de versie die werd vertolkt door de Selvera's. Het instrumentale deuntje van Cleber was daarbij door Ferry van Delden voorzien van tekst. Wim de Reght schreef een muzikaal arrangement en gaf leiding aan het orkest. Aanvullende musici waren Piet Baan op gitaar, Henk Ortman op contrabas, Gerard van Bezeij op drums. Muziekproducent Lion J. Swaab zorgde voor belletjes en Jan Jansen voor de zweepslagen. In maart 1957 werd het opgenomen in het Mariëllehuis aan de Honingstraat in Hilversum, daar waar later de geluidsstudio van Phonogram werd opgebouwd.Het stond maandenlang in de officieuze hitparades van Nederland, gepubliceerd in Muziek Parade. Het plaatje bleef na 1957 verkocht worden; de teller zou in 1960 de 200.000 verkochte exemplaren bereiken, destijds een unicum. CNR Records drager van het label Telefunken voer er wel bij. Het betekende de eerste platina plaat in Nederland.

#### Coverversies en persiflages
Veel later volgden er covers van bijvoorbeeld André van Duin (1978). Een persiflage De ambulance kwam van Rubberen Robbie (1979). In die laatste versie duiken tevens de Smurfen op uit het Smurfenlied van Pierre Kartner.

### The Cats
In de meer recente geschiedenis van de popmuziek kwam in 1983 een versie van The Cats. Zij hadden op verzoek een Engelstalige versie geschreven; Arnold Mühren en Piet Veerman waren verantwoordelijk voor de tekst en arrangement. De B-kant was een bewerking van El Paso van Marty Robbins.
Het verzoek was afkomstig van Chris van Tilburg, eigenaar van twee discotheken in Heerlen, toepasselijk "La Diligence" en "El Paso" geheten. Het was in eerste instantie slechts de bedoeling dat de single als relatiegeschenk zou dienen voor de klanten van de twee discotheken.
Nadat La diligence enkele keren op Hilversum 3 was gedraaid, kwam er een roep om het nummer ook op single uit te brengen. Toen het nummer werd uitgebracht kwam het spoedig in de Nederlandse en Belgische hitparades terecht, wat vervolgens leidde tot een (tweede) comeback van The Cats.

#### Hitnoteringen

##### Nederlandse Top 40
| Hitnotering: 22-01-1983 t/m 12-03-1983 | Hitnotering: 22-01-1983 t/m 12-03-1983 | Hitnotering: 22-01-1983 t/m 12-03-1983 | Hitnotering: 22-01-1983 t/m 12-03-1983 | Hitnotering: 22-01-1983 t/m 12-03-1983 | Hitnotering: 22-01-1983 t/m 12-03-1983 | Hitnotering: 22-01-1983 t/m 12-03-1983 | Hitnotering: 22-01-1983 t/m 12-03-1983 | Hitnotering: 22-01-1983 t/m 12-03-1983 | Hitnotering: 22-01-1983 t/m 12-03-1983 |
| Week:                                  | 1                                      | 2                                      | 3                                      | 4                                      | 5                                      | 6                                      | 7                                      | 8                                      |                                        |
| -------------------------------------- | -------------------------------------- | -------------------------------------- | -------------------------------------- | -------------------------------------- | -------------------------------------- | -------------------------------------- | -------------------------------------- | -------------------------------------- | -------------------------------------- |
| Positie:                               | 32                                     | 21                                     | 13                                     | 11                                     | 13                                     | 22                                     | 30                                     | 39                                     | uit                                    |

##### NederlandseSingle Top 100
| Hitnotering: 29-01-1983 t/m 19-03-1983 | Hitnotering: 29-01-1983 t/m 19-03-1983 | Hitnotering: 29-01-1983 t/m 19-03-1983 | Hitnotering: 29-01-1983 t/m 19-03-1983 | Hitnotering: 29-01-1983 t/m 19-03-1983 | Hitnotering: 29-01-1983 t/m 19-03-1983 | Hitnotering: 29-01-1983 t/m 19-03-1983 | Hitnotering: 29-01-1983 t/m 19-03-1983 | Hitnotering: 29-01-1983 t/m 19-03-1983 | Hitnotering: 29-01-1983 t/m 19-03-1983 |
| Week:                                  | 1                                      | 2                                      | 3                                      | 4                                      | 5                                      | 6                                      | 7                                      | 8                                      |                                        |
| -------------------------------------- | -------------------------------------- | -------------------------------------- | -------------------------------------- | -------------------------------------- | -------------------------------------- | -------------------------------------- | -------------------------------------- | -------------------------------------- | -------------------------------------- |
| Positie:                               | 32                                     | 5                                      | 8                                      | 9                                      | 17                                     | 26                                     | 39                                     | 50                                     | uit                                    |

##### VlaamseRadio 2 Top 30
| Hitnotering: (Week 1 t/m 3) 19-02-1983 t/m 05-03-1983 Hitnotering: (Week 4) 18-01-2014 Hitnotering: (Week 5) 02-04-1983 | Hitnotering: (Week 1 t/m 3) 19-02-1983 t/m 05-03-1983 Hitnotering: (Week 4) 18-01-2014 Hitnotering: (Week 5) 02-04-1983 | Hitnotering: (Week 1 t/m 3) 19-02-1983 t/m 05-03-1983 Hitnotering: (Week 4) 18-01-2014 Hitnotering: (Week 5) 02-04-1983 | Hitnotering: (Week 1 t/m 3) 19-02-1983 t/m 05-03-1983 Hitnotering: (Week 4) 18-01-2014 Hitnotering: (Week 5) 02-04-1983 | Hitnotering: (Week 1 t/m 3) 19-02-1983 t/m 05-03-1983 Hitnotering: (Week 4) 18-01-2014 Hitnotering: (Week 5) 02-04-1983 | Hitnotering: (Week 1 t/m 3) 19-02-1983 t/m 05-03-1983 Hitnotering: (Week 4) 18-01-2014 Hitnotering: (Week 5) 02-04-1983 | Hitnotering: (Week 1 t/m 3) 19-02-1983 t/m 05-03-1983 Hitnotering: (Week 4) 18-01-2014 Hitnotering: (Week 5) 02-04-1983 | Hitnotering: (Week 1 t/m 3) 19-02-1983 t/m 05-03-1983 Hitnotering: (Week 4) 18-01-2014 Hitnotering: (Week 5) 02-04-1983 | Hitnotering: (Week 1 t/m 3) 19-02-1983 t/m 05-03-1983 Hitnotering: (Week 4) 18-01-2014 Hitnotering: (Week 5) 02-04-1983 |
| Week: | 1 | 2 | 3 | | 4 | | 5 | |
| --- | --- | --- | --- | --- | --- | --- | --- | --- |
| Positie: | 20 | 13 | 19 | uit | 20 | uit | 28 | uit |

### Evergreen Top 1000
| Evergreen Top 1000 "La Diligence - The Cats" | Evergreen Top 1000 "La Diligence - The Cats" | Evergreen Top 1000 "La Diligence - The Cats" | Evergreen Top 1000 "La Diligence - The Cats" | Evergreen Top 1000 "La Diligence - The Cats" | Evergreen Top 1000 "La Diligence - The Cats" | Evergreen Top 1000 "La Diligence - The Cats" | Evergreen Top 1000 "La Diligence - The Cats" | Evergreen Top 1000 "La Diligence - The Cats" | Evergreen Top 1000 "La Diligence - The Cats" | Evergreen Top 1000 "La Diligence - The Cats" | Evergreen Top 1000 "La Diligence - The Cats" | Evergreen Top 1000 "La Diligence - The Cats" | Evergreen Top 1000 "La Diligence - The Cats" | Evergreen Top 1000 "La Diligence - The Cats" | Evergreen Top 1000 "La Diligence - The Cats" | Evergreen Top 1000 "La Diligence - The Cats" |
| Jaar                                         | 2008                                         | 2009                                         | 2010                                         | 2011                                         | 2012                                         | 2013                                         | 2014                                         | 2015                                         | 2016                                         | 2017                                         | 2018                                         | 2019                                         | 2020                                         | 2021                                         | 2022                                         | 2023                                         |
| -------------------------------------------- | -------------------------------------------- | -------------------------------------------- | -------------------------------------------- | -------------------------------------------- | -------------------------------------------- | -------------------------------------------- | -------------------------------------------- | -------------------------------------------- | -------------------------------------------- | -------------------------------------------- | -------------------------------------------- | -------------------------------------------- | -------------------------------------------- | -------------------------------------------- | -------------------------------------------- | -------------------------------------------- |
| Positie                                      | -                                            | -                                            | -                                            | -                                            | -                                            | -                                            | -                                            | -                                            | -                                            | -                                            | -                                            | 506                                          | 742                                          | 671                                          | 488                                          | 315                                          |